# Rudolf Zischka
Rudolf Zischka (22. července 1895 Most – 9. června 1980 Mnichov) byl československý politik a meziválečný poslanec Národního shromáždění republiky Československé za Německou sociálně demokratickou stranu dělnickou v ČSR.

## Biografie
Narodil se roku 1895 v Mostě, od roku 1925 působil na Moravě, především ve Šternberku. Profesí byl redaktorem. Podle údajů z roku 1935 bydlel v Šternberku.
V parlamentních volbách v roce 1935 získal poslanecký mandát. Poslanecké křeslo ztratil na podzim 1938 v souvislosti se změnami hranic Československa.Po Mnichovu odešel do neobsazené části Československa a v listopadu 1938 odešel do Velké Británie. Zklamán z evropské politiky odešel v květnu 1939 do Bolívie, kde se živil nejprve jako rolník a později byl vlastníkem pily. V roce 1962 se přestěhoval do západního Německa, kde se v roce 1964 stal členem Arbeitsgemeischaft ehemaliger deutscher Sozialdemokraten in der Tschechoslowakei, která v tradicích Zinnerovy skupiny zastávala kritickou pozici vůči Seliger-Gemeinde.